# 손연재
손연재(孫延在, 1994년 5월 28일~)는 대한민국의 전 리듬 체조 선수이자 KBS 리듬 체조 해설위원 겸 방송인, 대한체조협회 이사이다.
2010년 아시안 게임에서 대한민국 선수로는 최초로 리듬체조에서 동메달을 획득했다. 2012년 하계 올림픽에서 대한민국 선수 최초로 결선에 진출하여 종합 5위의 성적을 기록하였고, 2014년 국제체조연맹 리듬체조 월드컵 시리즈 리스본 대회에서 대한민국 최초로 금메달을 획득하였다. 또한 2014년 아시안게임에서 대한민국 최초로 개인전 금메달과 단체전 은메달을 획득하였다. 2015년, 광주유니버시아드에서 대한민국 최초로 개인종합 금메달을 획득했으며 후프, 볼에서 금메달을 추가로 획득하였다. 2016년, 리우 올림픽에서 아시아 최고기록인 종합 4위를 달성했다. 2016년에는 은메달 동메달을 흭득하였다. 이후 2017년 2월 8일, 공식 은퇴를 선언하였다.

## 학력
- 세종초등학교(졸업)
- 광장중학교(졸업)
- 서울세종고등학교(졸업)
- 연세대학교 스포츠레저학과(휴학)

## 수상 및 경력
- 2005년
  - 제34회 전국소년체육대회 여자초등부 리듬체조 1위
  - 제30회 KBS배 전국리듬체조대회 단체, 팀경기, 개인종합, 줄, 후프 1위
- 2006년
  - 제35회 전국소년체육대회 리듬체조부문 1위
  - 제31회 KBS배 전국리듬체조대회 개인종합 1위
  - 제19회 회장배 전국리듬체조대회 개인종합 1위
- 2007년
  - 제36회 전국소년체육대회 여자초등부 리듬체조 2위
  - 제32회 KBS 전국리듬체조대회 개인종합 1위
  - 제20회 회장배 전국리듬체조대회 개인종합 1위
  - 슬로베니아 유러피언 월드컵 주니어 부문 개인종합 5위[1]
- 2008년
  - 말레이시아 엔젤컵 개인종합 1위
  - 제33회 KBS배 전국리듬체조대회 개인종합 1위
  - 제20회 회장배 전국리듬체조대회 개인종합 1위
- 2009년
  - 국가대표선발전 주니어부 1위 (92.025)[2]
  - 슬로베니아 챌린지대회 주니어부문 개인종합 우승 - 후프 (23.467), 줄 (23.550)[3]
  - 제34회 KBS배 전국리듬체조대회중등부 줄, 곤봉 1위
  - 제22회 회장배 전국리듬체조대회

```
단체, 개인종합, 줄, 후프, 곤봉 1위
```

- 2010년
  - 월드컵시리즈 칼라마타 개인종합 12위(98.450)
  - 월드컵시리즈 콜베이 개인종합 11위(102.400)
  - 월드컵시리즈 페사로 개인종합 22위(101.375)
  - 제30회 리듬체조 세계선수권 개인종합 32위
  - 2010년 아시안 게임 개인종합 동메달(108.450)
- 2011년
  - 대통령 대한민국인재상
  - 그랑프리시리즈 모스크바 개인종합 19위(100.700)
  - 국제체조연맹(FIG)월드컵시리즈 페사로 개인종합 12위(104.825)[4]
  - 국제체조연맹(FIG)월드컵시리즈 푸르티 개인종합 13위(105.325)[5]
  - 제31회 리듬체조 세계선수권 11위 (107.750)
- 2012년
  - 모스크바 그랑프리 개인종합 18위 (100.850)
  - 런던 올림픽 개인종합 5위 (111.475)
- 2013년
  - 모스크바 가즈프롬 그랑프리 개인종합 10위 (61.498)
  - 포르투갈 리스본 월드컵 개인종합 9위(66.200), 볼 3위(17.400) 후프 4위(17.400)
  - 이탈리아 페사로 월드컵 개인종합 9위(67.700), 리본 2위(17.483) 곤봉 5위(17.067)
  - 상트페테부르크 월드컵 파이널 후프 은메달,리본 동메달
  - 우즈베키스탄 타슈켄트 아시아선수권대회 개인종합 1위(72.066), 후프 1위(18.433) 곤봉 1위(18.400) 볼 4위(16.933) 리본 2위(18.167)
- 2014년
  - 국제체조연맹 리듬체조 월드컵 시리즈 리스본 대회 개인종합 우승[6]
  - 국제체조연맹 리듬체조 월드컵 시리즈 페사로대회 곤봉 은메달, 볼 동메달 획득
  - 국제체조연맹 리듬체조 월드컵 시리즈 카잔대회 후프 동메달 획득
  - 국제체조연맹 리듬체조 세계선수권 (터키 이즈미르) 후프 동메달 획득 (대한민국 선수 최초 리듬체조 세계선수권 메달획득)
  - 2014년 아시안 게임 리듬체조 개인종합 금메달, 단체전 은메달 획득
- 2015년
  - 루마니아 부쿠레슈티 월드컵 개인종합 4위 (72.050점)
  - 대한민국 제천 아시아선수권대회 개인종합 1위 (72.500점), 후프 1위(18.150점) 곤봉 5위(18.000점) 볼 1위(18.150점) 리본 3위(18.200점)
  - 광주 하계유니버시아드대회 개인종합 1위 (72.550점), 후프 1위(18.000점) 곤봉 1위(18.350점) 볼 1위(18.150점) 리본 1위(18.050점)
- 2016년
  - 모스크바 그랑프리 개인종합 2위(72.964점) 후프 2위(18.283점) 볼 3위(18.383점), 곤봉 4위(18.250점) 리본 3위(18.133점)
- 2025년
  - 대한체조협회 이사[7]

## 방송
- 2007년 KBS2 《여결식스》
- 2012년 KBS2 《승승장구》
- 2012년 SBS 《런닝맨》
- 2012년, 2013년 MBC 《무한도전》
- 2013년 SBS 《땡큐》
- 2014년 KBS2 《해피투게더》
- 2014년 SBS 《힐링캠프, 기쁘지 아니한가》
- 2016년 MBC 《마이 리틀 텔레비전》 with 성소, 차오루
- 2016년 SBS 《런닝맨》
- 2016년 JTBC 《냉장고를 부탁해》
- 2017년 EBS1 《이것이 야생이다》 - 진행 (With 김국진)
- 2017년 SBS 《내 방 안내서》
- 2017년 FashionN 《화장대를 부탁해》
- 2017년 KBS2 《발레교습소 백조클럽》
- 2018년 KBS1 《인간극장》 엄마가 돌아왔다
- 2019년 MBC 《언니네 쌀롱》
- 2020년 MBC 《황금어장 라디오 스타》
- 2020년 KBS2 《펫 비타민》
- 2020년 tvN 《온앤오프》
- 2020년 카카오TV 《런웨이》
- 2021년 SBS 《편먹고 공치리 시즌2》 5~6회
- 2021년 MBC 《전지적 참견 시점》
- 2022년 KBS2 《편스토랑》
- 2022년 MBC 《전지적 참견 시점》
- 2023년 MBC 《전지적 참견 시점》

## 광고 협찬
- 2015년 명인제약 메이킨Q
- 2015년 노스페이스 아웃도어(배드민턴 국가대표 이용대와 동반출연)
- 2016년 KB손해보험 매직카 운전자보험(배우 정웅인과 동반출연)
- 2020년 커블체어 와이더 자세교정의자

## 가족관계
- - 배우자 : 이준효 (1985년생, 2022년 8월 21일 ~ 현재)
  - 자녀 : 아들 이준연 (2024년 2월 16일생)

## 홍보대사
- 2021년 2월 대한사회복지회 홍보대사 위촉

## 같이 보기
- 신수지
- 김윤희
- 천송이
- 이다애
- 이나경